# Provincia di Cajabamba
La provincia di Cajabamba è una provincia del Perù, situata nella regione di Cajamarca.

## Geografia antropica

### Suddivisioni amministrative
È divisa in quattro distretti (comuni)
- Cachachi
- Cajabamba
- Condebamba
- Sitacocha